# Geyer (Sajonia)
Geyer (pronunciación en alemán: /ˈɡaɪ̯ɐ/ⓘ) es un municipio situado en el distrito de Erzgebirge, en el estado federado de Sajonia (Alemania), a una altitud de 600 metros. Su población a finales de 2016 era de unos 3500 habs. y su densidad poblacional, 200 hab/km².